# Tučňák bělopásý
Tučňák bělopásý, přesněji tučňák nejmenší bělopásý (Eudyptula minor albosignata), je považován za poddruh tučňáka nejmenšího. Patří do rodu „nočních“ tučňáků, kteří přes den jsou buď na moři nebo v podzemních hnízdech, ze kterých vycházejí nebo se do nich vracejí až za soumraku.

## Rozšíření
Žije ve větších skupinách pouze na dvou místech: na ostrově Motuna u východního pobřeží Severního ostrova a na Banksově poloostrově na východním pobřeží Jižního ostrova Nového Zélandu. Nejčastěji hnízdí na písčitých nebo skalnatých plážích, kde je snadný přístup do moře.

## Popis
Tento pták měří asi 40 cm a váží 1,5 až 2 kg. Od tučňáka nejmenšího se kromě mírně větší velikosti dále odlišuje ještě bílým olemováním okrajů ploutvovitých křídel. Svůj další vzhled, chování i způsob rozmnožování má s tučňákem nejmenším (Eudyptula minor) úplně shodný.
Má tmavý "šat" na hlavě, zádech a křídlech s modravý nádechem, obličej a krk světle šedé, spodní část těla i ploutvovitých křídel bílé. Oči má stříbřitě šedé. Živí se převážně rybami (velkými 10 až 35 mm), malými hlavonožci a občas korýši. Potápí se průměrně do hloubky 30 m, pod vodou zůstává asi 25 sekund, plave rychlostí až 6 km/hod, potravu polyká pod vodou. Neloví ve skupinách, zdržuje se od pobřeží ve vzdálenosti do 25 km. Jeho průměrná délka života je 6,5 roků. V porovnání s ostatními druhy má pomalý metabolismus.
Jsou zvláštní svým rodinným životem v podzemní, v norách. Mimo období hloubení nor jsou ke spatření pouze v noci, kdy se vracejí nebo odcházejí do moře nebo se páří. V průběhu dne jsou na lovu nebo spí v noře. Ochraňují takto svá vejce, mláďata i sami sebe před většinou predátorů a nejsou při hnízdění vystaveni zvýšeným teplotám s nástupem léta na jižní polokouli.

## Rozmnožování
Doba hnízdění je v kolonii dlouhá, začíná v červenci až srpnu a trvá až do února příštího roku. Při nočním návratu do hnízdiště se původní partneři většinou poznávají a vytvoří opět pár. Staré páry obvykle zabírají místa, kde hnízdily již v předešlých létech. Dochází také k soubojům o místo, ptáci na sebe syčí, hrozí si zobákem i klovají se. Opravují nebo vyhrabávají nové nory v písku, pod hustou vegetací, někdy používají nory po buřňácích úzkozobých (Puffinus tenuirostris). Mnohdy si založí hnízdo i jen ve skalní rozsedlině, přestože je obtížný přístup přes skaliska.
Uvnitř nory, kde probíhá veškerý rodinný život, vybudují prostrannou komůrku s hnízdem vystlaným trávou a větvičkami, které nanosí oba partneři. Všechny páry nezačínají hnízdit ve stejnou dobu, různě dlouho jim trvá oprava nebo vystavění nového hnízda. Mnohdy jsou hned z počátku některá hnízda zničena nebo vyplaven za bouře a proto jsou ptáci za jedno hnízdní období nuceni i ke třem snůškám vajec.
Po dohotovení hnízda dochází v  nočních hodinách k toku, který probíhá mimo hnízdo. Pár si vzájemně čistí peří, oštipují si jemně konce zobáků, samec troubí s hlavou vztyčenou vzhůru, přičemž mává křídly a samice se postupně připojí. Další námluvy pokračují v  noře, kde samec vydávaje tikavé zvuky přitlačuje samici ke stěně nory. Až mu samice začne odpovídat, uchopí ji zobákem za peří v týle, samice se položí a následuje vlastní páření, které se několikrát opakuje. Po spáření si navzájem upraví peří a společně v noře opět troubí. Někdy se spolu v nočních hodinách páří i na povrchu. Samice snese průměrně 2 vejce, při sezení se oba střídají, ke střídaní dochází v noci. Inkubační doba trvá 33 až 37 dnů, rozptyl je způsoben tím, že nezasedají na vejce ihned po snesení.
Mládě se z vejce líhne dlouho, 24 i více hodin. Vylíhlá mláďata jsou slepá a jsou pokryta hustým šedým prachovým peřím. Po týdnu se toto peří vymění za tmavší a po 4 týdnech začíná narůstat definitivní, které zcela doroste až v 8 až 10 týdnech. Mláďata začínají vidět asi za týden, po dvou týdnech se plazí po břiše a za 4 týdny dovedou chodit v předklonu. Vzpřímené chůze jsou schopna až jim narostou ocasní péra, asi po 8 týdnech.
Prvé tři týdny je rodiče zahřívají a stráží, střídají se v ochraně i v přinášení potravy, vždy v noci. Po této době čekají mláďata osamocena v noře na večerní příchod obou rodičů s potravou. Postupně sami opouštějí noru na dva až tři dny a teprve po 50 až 60 dnech odplouvají trvale. V této době již dosahují 90 % konečné hmotnosti. Sexuální zralosti dosahují po třech létech.
Rodiče se po měsíční vykrmovací kúře v moři opět vracejí do svých nor, kde se ve skrytu přepeřují. Za 14 až 18 dnů jim naroste nové peří a odcházejí z hnízdišť na moře, aby se opět cca za půl roku vrátili. Mladí si pro své prvé zahnízdění z poloviny vybírají jiná místa.